# Christine Woods
Christine Elizabeth Woods (* 3. September 1983 in Lake Forest, Kalifornien) ist eine US-amerikanische Schauspielerin.

## Leben
Christine Woods studierte Musical an der University of Arizona. Seit 2005 spielte sie in mehreren Filmen und Fernsehserien mit, unter anderem in vereinzelten Episoden von CSI: Miami, Dr. House und Castle. In der Rolle der FBI-Agentin Janis Hawk in der Fernsehserie FlashForward, die sie von 2009 bis 2010 verkörperte, hatte Woods ihren bisher größten Auftritt.

## Filmografie (Auswahl)
- 2005: CSI: Miami (Fernsehserie, Folge 4x03)
- 2006–2007: The Game (Fernsehserie, zwei Folgen)
- 2007: The Haunting of Marsten Manor
- 2007: How I Met Your Mother (Fernsehserie, Folge 3x03)
- 2007: Atlanta (Fernsehfilm)
- 2008: Welcome to the Captain (Fernsehserie, zwei Folgen)
- 2008: Dr. House (Fernsehserie, Folge 5x01)
- 2008: Cold Case (Fernsehserie, Folge 6x10)
- 2009: Navy CIS (Fernsehserie, Folge 6x14)
- 2009: In Plain Sight (Fernsehserie, Folge 2x06)
- 2009: Sveener and the Shmiel
- 2009–2010: FlashForward (Fernsehserie, 22 Folgen)
- 2010–2011: Perfect Couples (Fernsehserie, 14 Folgen)
- 2011: The Closer (Fernsehserie, Folge 7x12)
- 2012: Castle (Fernsehserie, Folge 4x19)
- 2012: Dr. Dani Santino – Spiel des Lebens (Necessary Roughness, Fernsehserie, Folge 2x06)
- 2012: How to Be a Gentleman (Fernsehserie, Folge 1x09)
- 2012: Franky and the Ant
- 2012–2013: Go On (Fernsehserie, 5 Folgen)
- 2013: Chapman
- 2013–2014: Hello Ladies (Fernsehserie, 8 Folgen)
- 2014: Hello Ladies: The Movie (Spielfilm)
- 2014: The Walking Dead (Fernsehserie, 3 Folgen)
- 2014: Futurestates (Fernsehserie, Folge 5x02)
- 2014: The One I Wrote for You
- 2015: About a Boy (Fernsehserie, 5 Folgen)
- 2015–2016: Odd Couple (Fernsehserie, 3 Folgen)
- 2016: Glimpses of Greg (Fernsehserie, 2 Folgen)
- 2016: The Catch (Fernsehserie, Folge 1x02)
- 2016: Before the Sun Explodes
- 2016: Dean
- 2017: I Don’t Feel at Home in This World Anymore
- 2017: Wild Man
- 2017: It’s Always Sunny in Philadelphia (Fernsehserie, Folge 12x10)
- 2017: NCIS: New Orleans (Fernsehserie, Folge 3x12)
- 2017: Handsome: A Netflix Mystery Movie
- 2017: Home Again
- 2017: Hook It Up! (Kurzfilm)
- 2017: Megan's Shift (Kurzfilm)
- 2017: Life in Pieces (Fernsehserie, 2 Folgen)
- 2017: Fremd in der Welt (I Don’t Feel at Home in This World Anymore)
- 2017–2018: Man with a Plan (Fernsehserie, 5 Folgen)
- 2018: Better Off Zed
- 2018: Stray
- 2018–2020: She-Ra und die Rebellen-Prinzessinnen (She-Ra and the Princesses of Power, Zeichentrickserie, Stimme 33 Folgen)
- 2019: Paddleton
- 2019: Imaginary Order
- 2019: Maggie (Fernsehfilm)
- 2019: Brockmire (Fernsehserie, 4 Folgen)
- 2019: Room 104 (Fernsehserie, Folge 3x01)
- 2020: Stumptown (Fernsehserie, Folge 1x14)
- 2020–2022: Grace and Frankie (Fernsehserie, 10 Folgen)
- 2020: Briarpatch (Fernsehserie, 5 Folgen)
- 2023: Clock
- 2023: Birds, Bees, and Threes (Kurzfilm)
- 2024: S.W.A.T. (Fernsehserie, Folge 8x06)